# Akkumulatoren & Automobilbau
Akkumulatoren & Automobilbau là một nhà sản xuất của Đức chuyên về pin và xe thương mại, có trụ sở tại 3 Askanischer Platz, Berlin-Kreuzberg từ năm 1918 đến năm 1936.
Akkumulatoren AG được thành lập vào năm 1918. Nhà máy chủ yếu sản xuất các loại xe thương mại chạy điện từ 1,5 đến 2 tấn với thương hiệu Afa. Những chiếc xe thương mại này hiện đang nằm trong số những chiếc được sử dụng làm xe chở sữa của công ty Bolle.
Nhà máy sản xuất xe thương mại này thường bị nhầm lẫn là tên công ty hoặc thương hiệu với AG für Akkumulatoren- und Automobilbau AAA (AAA), cũng tồn tại song song và độc lập ở Berlin từ năm 1919 đến năm 1926.